# متلازمة موت الرضيع الفجائي
متلازمة موت الرضع الفجائي (بالإنجليزية: Sudden Infant Death Syndrome)‏ ويختصر بـ (SIDS) هو موت مفاجئ غير متوقع لرضيع عمره أقل من عام واحد. ويطلق البعض على هذه الحالة اسم «موت المهد»؛ لأنها عادة ما تحدث أثناء النوم بين الساعة 00:00 و09:00. ويتطلب التشخيص أن يبقى الموت غير مفسر حتى بعد إجراء تشريح شامل وفحوصات دقيقة لسبب الموت. وعادة لا يكون هناك أي دليل على صراع مع عدم حدوث ضجيج.
السبب الدقيق لمتلازمة موت الرضيع الفجائي غير معروف، وتم اقتراح شرط الجمع بين عدة عوامل بما في ذلك وجود قابلية محددة، ووقت معين أثناء التطور، وضغط محيط. وقد تشمل هذه الضغوطات المحيطة النوم على المعدة أو الجانب، وارتفاع درجة الحرارة، والتعرض لدخان التبغ، كما يمكن أن يلعب الاختناق العارض من تقاسم الفراش (المعروف أيضًا باسم النوم المشترك) أو الأجسام الناعمة دورًا أيضًا، كما تُعتبر الولادة قبل 39 أسبوع من الحمل عامل خطر آخر. وتشكل تلك المتلازمة حوالي 80 ٪ من وفيات الرضع المفاجئة وغير المتوقعة. وتشمل الأسباب الأخرى العدوى، والاضطرابات الوراثية، ومشاكل القلب. وفي حين أن إساءة معاملة الأطفال في شكل الاختناق المتعمد قد تُشَخَص خطأ على أنها متلازمة موت الرضيع الفجائي، إلا أنه يعتقد أنها تشكل أقل من 5٪ من الحالات.
الطريقة الأكثر فعالية للحد من مخاطر تلك المتلازمة هي وضع الطفل على ظهره للنوم عندما يكون عمره أقل من سنة واحدة. وتشمل التدابير الأخرى فراشًا ثابتًا منفصلًا عن القائمين على رعايتهم، ولكن على مقربة منهم، وبيئة نوم باردة نسبيًا مع استخدام لهاية، وتجنب التعرض لدخان التبغ. كما يمكن للرضاعة الطبيعية والتحصين أن تكون وقائية. وتشمل الإجراءات التي قد لا تكون مفيدة أجهزة تحديد المواقع وشاشات مراقبة الأطفال، والأدلة ليست كافية لاستخدام المراوح. إن دعم الأسر المتضررة من متلازمة موت الرضيع الفجائي أمر مهم، حيث أن موت الرضيع يكون مفاجئا، بدون شهود، وغالبا ما يرتبط بالتحقيق.
وتختلف معدلات حدوث المتلازمة عشرة أضعاف في البلدان المتقدمة من واحد من الألف إلى ألف من عشرة آلاف. وعلى الصعيد العالمي أدى ذلك إلى وفاة حوالي 19200 شخص في عام 2015 من 22000 حالة وفاة في عام 1990. وكانت تلك المتلازمة هي السبب الرئيسي الثالث للوفاة بين الأطفال الذين تقل أعمارهم عن سنة واحدة في الولايات المتحدة في عام 2011، وهو السبب الأكثر شيوعا للوفاة بين شهر واحد وعمر السنة. وتحدث حوالي 90٪ من الحالات قبل ستة أشهر من العمر مع كونها أكثر شيوعا بين شهرين وأربعة أشهر من العمر، وهو أكثر شيوعا في الأولاد من البنات.

## التعريف
متلازمة موت الرضيع الفجائي هو تشخيص بالاستبعاد، ويجب تطبيقه فقط على الحالات التي يكون فيها موت الرضيع مفاجئًا، وغير متوقع، ولا يزال غير مفسَر بعد إجراء تحقيق كافٍ بعد الوفاة، بما في ذلك:
- تشريح الجثة (من قِبَل أخصائي في طب الأطفال من ذوي الخبرة، إن أمكن)
- التحقيق في مسرح الموت وظروف الوفاة
- استكشاف السيرة المرضية للرضيع والعائلة

بعد التحقيق، وُجِد أن بعض هذه الوفيات ناتجة عن الاختناق العرضي أو ارتفاع الحرارة أو انخفاض الحرارة أو الإهمال أو بعض الأسباب الأخرى المحددة.
يُستخدم مصطلح الموت المفاجئ غير المتوقع في مرحلة الطفولة SUDI الآن في كثير من الأحيان بدلا من متلازمة موت الرضع المفاجئ (SIDS)؛ لأن بعض الأطباء يفضلون استخدام مصطلح «غير محدد» لموت كان يعتبر سابقا SIDS. ويتسبب هذا التغيير في تحول تشخيصي في بيانات الوفيات.
بالإضافة إلى ذلك، اقترحت مراكز مكافحة الأمراض والوقاية منها في الولايات المتحدة مؤخرًا أن تسمى هذه الوفيات «وفيات الرضع المفاجئة غير المتوقعة» (SUID) وأن متلازمة موت الرضع المفاجئ هي مجموعة فرعية منها.

### العمر
وبحسب التعريف، تحدث وفيات متلازمة موت الرضيع الفجائي تحت سن سنة واحدة مع حدوث الذروة عندما يكون الرضيع في عمر 2-4 أشهر من العمر. وتعتبر هذه الفترة حرجة؛ لأن قدرة الطفل على الاستيقاظ من النوم ليست ناضجة بعد.

## عوامل الخطر
سبب متلازمة موت الرضيع الفجائي غير معروف. وعلى الرغم من أن الدراسات قد حددت عوامل الخطر، مثل وضع الرضع على السرير على بطونهم، لم يكن هناك فهم يذكر للعملية البيولوجية للمتلازمة أو أسبابها المحتملة. ويبدو أن تواتر المتلازمة يتأثر بعوامل اجتماعية واقتصادية وثقافية، مثل تعليم الأم والعِرق والفقر. ويُعتقد أنها تحدث عندما يتعرض الرضيع ذو الضعف البيولوجي الكامن، والذي هو في سن النمو الحرج، لمحرض خارجي. وتساهم عوامل الخطورة التالية بشكل عام إما في الضعف البيولوجي الأساسي أو تمثل محفزًا خارجيًا:

### دخان التبغ
معدلات المتلازمة أعلى بالنسبة لأطفال الأمهات اللاتي يدخن أثناء الحمل، وترتبط المتلازمة بمستويات النيكوتين ومشتقاته في الرضيع. ويسبب النيكوتين ومشتقاته تغيرات مهمة في النمو العصبي الجنيني.

### النوم
يزيد وضع الرضيع للنوم مستلقيا على المعدة أو الجانب من الخطر، ويكون ذلك الخطر المتزايد أكبر في عمر شهرين إلى ثلاثة أشهر، كما أن ارتفاع درجة حرارة الغرفة أو انخفاضها يزيد أيضًا من المخاطر، كما يفعل الفراش الواسع، والملابس الواسعة، وأسطح النوم الناعمة، والحيوانات المحشوة. وقد تزيد أسرة الرضع من الخطر بسبب خطر الاختناق، ولا ينصح بها للأطفال دون سن سنة واحدة؛ لأن مخاطر الاختناق تفوق بشكل كبير خطر حدوث ارتطام الرأس أو الأطراف في قضبان السرير.
يزيد تقاسم السرير مع الوالدين أو الأشقاء من خطر الإصابة، وهذا الخطر أكبر في الأشهر الثلاثة الأولى من الحياة عندما تكون المرتبة ناعمة، وعندما يتشارك شخص أو أكثر في سرير الرضيع، خاصة عندما يستخدم شركاء السرير المخدرات أو الكحول أو يدخنون. ومع ذلك، لا يزال الخطر قائما حتى مع الأهل الذين لا يدخنون أو يتعاطون المخدرات. لذا توصي الأكاديمية الأمريكية لطب الأطفال «تقاسم الغرفة دون تقاسم الفراش»، مشيرة إلى أن ذلك يمكن أن يقلل من خطر الإصابة بتلك المتلازمة بنسبة تصل إلى 50٪. وعلاوة على ذلك، أوصت الأكاديمية ضد الأجهزة التي تم تسويقها لجعل تقاسم الفراش «آمنا».

### الرضاعة الطبيعية
ترتبط الرضاعة الطبيعية بانخفاض خطر الإصابة بمتلازمة موت الرضيع الفجائي. وليس من الواضح ما إذا كان النوم المشترك مع الأمهات اللواتي يرضعن بدون أي عوامل خطر أخرى يزيد من خطر المتلازمة.

### الرضيع وعوامل الحمل
تنخفض معدلات حدوث متلازمة موت الرضيع الفجائي مع زيادة سن الأم، كما تتعرض الأمهات المراهقات لخطر أكبر أيضا، كما أن تأخير الرعاية السابقة للولادة أو عدم كفايتها تؤدي إلى زيادة المخاطر، وأيضا انخفاض الوزن عند الولادة هو عامل خطر كبير. وفي الولايات المتحدة من عام 1995 إلى عام 1998، كان معدل وفيات الرضع بتلك المتلازمة للأطفال الرضع الذين يتراوح وزنهم بين 1000-1499 غرام 2.89/1000، بينما كان فقط 0.51/1000 إذا كان الوزن عند الولادة 3500-3999 جم. وتزيد الولادة المبكرة من خطر موت الرضع بتلك المتلازمة بأربعة أضعاف تقريبًا. ومن عام 1995 إلى عام 1998، كان معدل متلازمة موت الرضيع الأمريكي الفجائي للولادات عند 37-39 أسبوعا من الحمل 0.73/1000، في حين كان المعدل للولادات عند 28-31 أسبوعا من الحمل 2.39/1000.
وتم ربط فقر الدم أيضًا بمتلازمة موت الرضيع الفجائي (مع العلم أنه، وفقًا لقائمة الخصائص الوبائية الواردة أدناه، لا يمكن تقييم مدى فقر الدم أثناء تشريح الجثة؛ لأنه لا يمكن قياس إجمالي الهيموجلوبين للرضيع إلا خلال الحياة). ويرتفع معدل حدوث المتلازمة من الصفر عند الولادة، لأعلى معدل من عمر شهرين إلى أربعة أشهر، وينخفض نحو الصفر بعد السنة الأولى للرضيع.

### علم الوراثة
تلعب الوراثة دورًا، حيث أن المتلازمة أكثر انتشارًا عند الذكور، وهناك زيادة ثابتة بنسبة 50 ٪ من الذكور لكل 1000 مولود حي من كلا الجنسين. وبالنظر إلى معدل المواليد الذكور، يبدو أن هناك 3.15 حالة من الحالات في الذكور لكل أنثى. وتمثل هذه القيمة 61٪ حالات موت بتلك المتلازمة في الولايات المتحدة بمتوسط 57 ٪ من الذكور السود، و62.2 ٪ من الذكور البيض، و 59.4 ٪ لجميع الأعراق الأخرى مجتمعة. لاحظ أنه عندما يتعلق الأمر بنسب متعددة الأعراق، يتم تعيين عرق الأطفال بصورة تعسفية لفئة أو أخرى؛ في معظم الأحيان يتم اختياره من قِبل الأم. وقد أظهرت فرضية الربط الوراثي لـلمتلازمة وزيادة الذكور في وفيات الرضع أن زيادة الذكور بنسبة 50٪ يمكن أن يكون مرتبطا بأليل سائد مرتبط بالكروموسوم X.
ومن المعتقد أن حوالي 10 إلى 20٪ من الحالات ترجع إلى اعتلال القنوات، وهي عيوب موروثة في القنوات الأيونية التي تلعب دورا مهماً في انقباض القلب.

### الكحول
يرتبط شرب الوالدين للكحول بمتلازمة موت الرضيع الفجائي، حيث وجدت دراسة ما علاقة إيجابية بين الاثنين خلال احتفالات العام الجديد وعطلات نهاية الأسبوع. ووجدت دراسة أخرى أن اضطراب استخدام الكحول كان مرتبطا بها مرتين أكثر كعامل خطر.

### عوامل أخرى
هناك رابط مبدئي مع المكورات العنقودية الذهبية والإشريكية القولونية. ولا تزيد التطعيمات من خطر المتلازمة. على النقيض من ذلك، فهي ترتبط بمخاطر أقل بنسبة 50٪.
وقد ارتبطت المتلازمة أيضا بالطقس البارد، حيث يعتقد أن هذا الارتباط يرجع إلى زيادة الملابس وبالتالي زيادة درجة الحرارة.
ووجد تقرير عام 1998 أن المركبات المحتوية على الأنتيمون والفوسفور المستخدمة كمثبطات للحريق مع كلوريد متعدد الفاينيل ومواد صناعة مراتب أسرة الرضع الأخرى ليست سببًا في المتلازمة، كما يذكر التقرير أنه لا يمكن توليد غازات سامة من الأنتيمون في المراتب، وأن الأطفال الرضع يتعرضون للموت الفجائي على مراتب لا تحتوي على المركب.
وتم تحديد مجموعة من عوامل الخطر تشمل:
زيادة معدل حدوث متلازمة موت الرضيع الفحائي مع ترتيب المواليد الأحياء، وانخفاض خطر حدوثها في الأشقاء اللاحقة لطفل مات نتيجة لها، كما يزيد معدل حدوثها أثناء النوم.

## التشخيص التفريقي
تشمل بعض الحالات التي غالبا ما تكون غير مشخصة، ويمكن الخلط بينها وبين متلازمة موت الرضيع الفجائي:
- نقص أسيل مرافق الإنزيم أ المتوسط سلسلة الإنزيم النازع للهيدروجين (MCAD deficiency)[46]
- التسمم الغذائي عند الرضع[47]
- متلازمة كيو تي الطويلة (تمثل أقل من 2٪ من الحالات)[48]
- العدوى البكتيرية بالملوية البوابية[49]
- متلازمة الرضيع المهزوز وغيرها من أشكال الإساءة للأطفال[50][51]
- اختناق الطفل أثناء نوم الشخص الذي يرعاه[52]

على سبيل المثال، يمكن أن يكون الرضيع يعاني من نقص أسيل مرافق الإنزيم أ المتوسط سلسلة الإنزيم النازع للهيدروجين قد مات بسبب «متلازمة موت الرضيع الفجائي الكلاسيكية» إذا وجد مغطى الرأس بغرفة مرتفعة الحرارة حيث كان يدخن الوالدان. ولا تحمي الجينات التي تشير إلى القابلية للإصابة بنقص أسيل مرافق الإنزيم أ المتوسط سلسلة الإنزيم النازع للهيدروجين ومتلازمة كيو تي الطويلة الرضيع من الموت من متلازمة موت الرضيع الفجائي الكلاسيكية. لذلك، فإن وجود جينات القابلية لحدوث نقص أسيل مرافق الإنزيم أ المتوسط سلسلة الإنزيم النازع للهيدروجين يعني أن الرضع قد ماتوا إما من المتلازمة أو من نقص MCAD، ومن المستحيل حاليًا أن يميز الطبيب الشرعي بينهما.
نظرت دراسة أجريت عام 2010 في 554 عملية تشريح لأطفال في ولاية كارولينا الشمالية أدرجت فيها المتلازمة على أنها سبب الوفاة، واقترحت أن العديد من هذه الوفيات ربما كانت بسبب الاختناق العرضي. ووجدت الدراسة أن 69 ٪ من عمليات التشريح المذكورة أقرت عوامل الخطر المحتملة الأخرى التي يمكن أن تؤدي إلى الموت، مثل الفراش غير الآمن أو النوم مع البالغين.
وتم الكشف عن عدة حالات من قتل الأطفال تم تشخيصهم في الأصل بالمتلازمة، وتتراوح تقديرات النسبة المئوية لوفيات المتلازمة التي هي في الواقع قتل للأطفال من أقل من 1 ٪ إلى 5 ٪ من الحالات.
وقد قلل البعض من شأن خطر وفاة اثنين من أطفال متلازمة موت الرضيع الفجائي التي تحدث في نفس العائلة، وأصدرت جمعية الإحصاء الملكية بيانًا إعلاميًا يدحض شهادة الخبراء في إحدى القضايا في المملكة المتحدة والتي تم فيها إبطال الإدانة في وقت لاحق.

## الوقاية
هناك عدد من التدابير الفعالة في منع متلازمة موت الرضيع الفجائي، بما في ذلك تغيير وضع النوم، والرضاعة الطبيعية، والحد من الفراش الناعمة، وتحصين الرضع، واستخدام اللهايات. ولم يعد استخدام الشاشات الإلكترونية مفيدًا كاستراتيجية وقائية، لم يتم دراسة التأثير الذي قد يكون للمراوح بشكل جيد بما يكفي لتقديم أي توصية حولهم. ووجد استعراض عام 2016 دليلاً مبدئياً على أن لف الرضيع بالقماش يزيد من خطر حدوث متلازمة موت الرضيع الفجائي، خاصة بين الأطفال الذين يوضعون على بطونهم أو جانبهم أثناء النوم.

### وضع النوم
وجِد أن النوم على الظهر يحد من مخاطر الموت الفجائي للرضع، ومن ثَم أوصت به الأكاديمية الأمريكية لطب الأطفال، وتم الترويج له كأفضل ممارسة من قِبَل المعهد الوطني الأمريكي لصحة الطفل والتنمية البشرية (NICHD) تحت مسمى حملة «آمنة للنوم». وانخفض عدد الحالات في عدد من البلدان التي اعتمدت فيها هذه التوصية على نطاق واسع. ولا يبدو أن النوم على الظهر يزيد من خطر الاختناق حتى في أولئك المصابين بمرض الارتجاع المعدي المريئي. وفي حين أن الرضع قد ينامون في هذا الوضع أقل إلا أن ذلك ليس ضارًا. وقد يؤدي تقاسم نفس غرفة الوالدين ولكن في سرير مختلف إلى تقليل الخطر بمقدار النصف.
- ضع الرضيع عل ظهره دائما أثناء النوم، ححتى خلال فترات القيلولة .
- ضع الرضيع عل سطح نوم ثابت، مثل فرشة شير آمنة ومغطاة ب ر ششف مثبت بشكل مت ي عل الفرشة.
- ل تضع الطفل الرضيع لينام عل وسادة، أو لحاف، أو بطانية تدفئة، أو جلد غنم، أو أي من ا لأسطح الناعمة

الأخرى .
- تجنب وضع اللعب اللينة، والمواد اللينة ي

الأخرى ف منطقة نوم الرضيع .
- عند استخدام البطانية، ضع أقدام الطفل ي

ف نهاية الشير، ثم اث ن البطانية حول الطفل من منطقة الصدر إلى
ا لأسفل حول وتحت فرشة الشير، وتجنب وضع البطانية بالقرب من وجه الطفل .
- احرص عل مُراقبة الرضيع بشكل مُبا ر ش .
- ل تدخن أو تسمح بالتدخ ي ي

ف أماكن تواجد الرضيع
- خلال الستة أشه ر الأولى من عمر الرضيع ل

ّ

### اللهايات
يبدو أن استخدام اللهايات يقلل من خطر الموت الفجائي للرضع على الرغم من أن السبب غير واضح. وتعتبر الأكاديمية الأمريكية لطب الأطفال استخدام اللهايات لمنع الموت الفجائي للرضع معقول. ولا يبدو أن اللهايات تؤثر على الرضاعة الطبيعية في الأشهر الأربعة الأولى، على الرغم من أن هذا مفهوم خاطئ شائع.

### الفراش
ينصح خبراء سلامة المنتجات بعدم استخدام الوسائد أو المراتب الناعمة أو مصدات سرير الأطفال) أو الحيوانات المحشوة أو الفراش الرقيق في سرير الأطفال والتوصية بدلاً من ذلك بارتداء الطفل ملابس تجعله دافئا والحفاظ على سريره «عاريا».
ولا يجب وضع البطانيات أو الملابس الأخرى على رأس الطفل.

### أكياس النوم
في البيئات الباردة، أصبح استخدام «حقيبة نوم الطفل» أو «كيس النوم» أكثر شعبية للحفاظ على درجة حرارة الجسم. وهي عبارة عن حقيبة ناعمة بها فتحات لأذرع ورأس الطفل، مع وجود سحاب يسمح للكيس أن تكون مغلقة حول الطفل. وأظهرت دراسة نشرت في المجلة الأوروبية لطب الأطفال في أغسطس 1998 الآثار الوقائية لكيس النوم بأنه يقلل من حدوث تقلب من الخلف إلى الأمام أثناء النوم، مما يعزز وضع الطفل على النوم على ظهره لوضعه في كيس النوم ومنع الفراش من الخروج على الوجه مما يؤدي إلى زيادة درجة الحرارة وإعادة ثاني أكسيد الكربون. وخلصوا في دراستهمإلى أنه «يجب الترويج بشكل خاص لاستخدام كيس النوم للرضع ذوي الوزن المنخفض عند الولادة». كما أوصت بها الأكاديمية الأمريكية لطب الأطفال بأنها نوع من الفراش الذي يدفئ الطفل دون تغطية رأسه.

### التطعيم
خلص تحقيق كبير حول اللقاح الثلاثي والرابطة المحتملة له مع الموت الفجائي للرضع من قِبَل جامعة برلين للصحة العامة إلى أن "زيادة تغطية التحصين باللقاح الثلاثي ترتبط بانخفاض وفيات متلازمة موت الرضيع الفجائي. ويجب التأكيد على التوصيات الحالية بشأن اللقاح الثلاثي في الوقت المناسب لمنع ليس فقط الأمراض المعدية المحددة ولكن أيضا للموت الفجائي للرضع المحتمل.
كما توصلت دراسات أخرى عديدة إلى استنتاجات مفادها أن اللقاحات تقلل من خطر الموت الفجائي للرضع، وتظهر الدراسات عموما أن الخطر ينخفض إلى النصف تقريبا عن طريق اللقاحات.

## الإدارة
يجب تقديم الدعم العاطفي والمشورة للعائلات المتضررة. وتتأثر تجربة الحزن ومظاهره عند فقدان الرضيع بالاختلافات الثقافية والفردية.

## وبائيات
تسببت المتلازمة على مستوى العالم في حوالي 22.000 حالة وفاة اعتبارًا من عام 2010، بانخفاض عن 30.000 حالة وفاة في عام 1990. وتختلف المعدلات بشكل كبير من حيث عدد السكان من 0.05 لكل 1000 في هونغ كونغ إلى 6.7 لكل 1000 في الهنود الأمريكيين.
وكانت المتلازمة مسؤولة عن 0.54 حالة وفاة لكل 1000 مولود حي في الولايات المتحدة في عام 2005. وهي مسؤولة عن وفيات أقل بكثير من الاضطرابات الخلقية والاضطرابات المرتبطة بالفترة القصيرة من الحمل، على الرغم من أنها السبب الرئيسي للوفاة بين الرضع الأصحاء بعد شهر واحد من العمر.
انخفضت وفيات المتلازمة في الولايات المتحدة من 4895 في عام 1992 إلى 2247 في عام 2004. ولكن خلال الفترة الزمنية نفسها من عام 1989 إلى عام 2004، انخفضت معدلات الوفاة المفاجئة بين الرضع بسبب المتلازمة من 80٪ إلى 55٪.

### العِرق

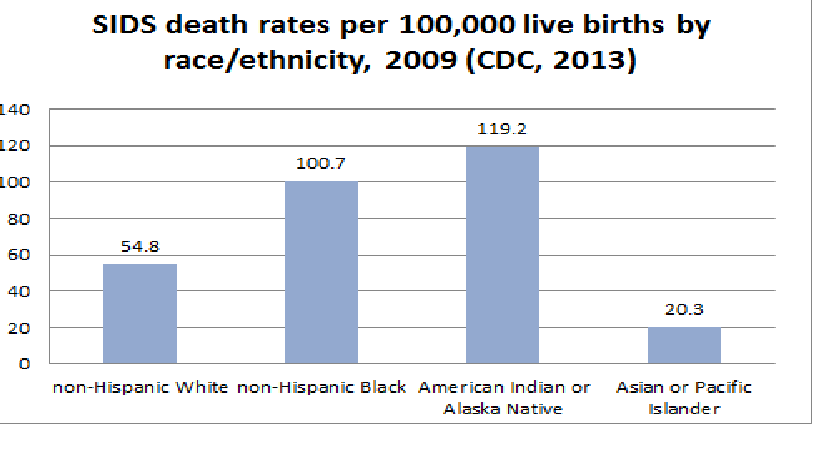
معدلات متلازمة موت ارضيع الفجائي حسب العرق / الإثنية في الولايات المتحدة، 2009

في عام 2013، كانت هناك تفاوتات مستمرة في وفيات متلازمة موت الرضيع الفجائي بين المجموعات العرقية والإثنية في الولايات المتحدة. وفي عام 2009، تراوحت معدلات الوفاة من 20.3 لكل 100,000 ولادة حية لآسيا / جزر المحيط الهادئ إلى 119.2 لكل 100,000 ولادة حية للهنود الأمريكيين / سكان ألاسكا الأصليين. ويعاني الأطفال الأمريكيون من أصل أفريقي من خطر أكبر بـ 24٪ من الوفاة المرتبطة بـالمتلازمة. ويزيد عدد الحالات بنسبة 2.5٪ عن الرضع القوقازيين.
تشير الأبحاث إلى أن العوامل التي تسهم بشكل مباشر في مخاطر ذلك الموت الفجائي للرضع: عمر الأم، والتعرض للتدخين، وممارسات النوم الآمنة، وما إلى ذلك تختلف حسب المجموعة العرقية والإثنية، وبالتالي يختلف التعرض للمخاطر أيضًا حسب هذه المجموعات، وتشمل عوامل الخطر المرتبطة بأنماط النوم للأسر الأمريكية الأفريقية سن الأم، ومؤشر الفقر الأسري، والحالة الريفية/الحضرية للإقامة، وسن الرضيع. وتم وضع أكثر من 50٪ من الرضع الأمريكيين من أصل أفريقي في أماكن نوم غير موصى بها وفقاً لدراسة تمت في كارولينا الجنوبية، كما يمكن أن تكون العوامل الثقافية وقائية وأيضا مضرة.
ويختلف معدل الحدوث لكل 1000 مولود في المجموعات العرقية المختلفة في الولايات المتحدة:
- أمريكا الوسطى وأمريكا الجنوبية: 0.20
- آسيا/ جزر المحيط الهادئ: 0.28
- المكسيكيون: 0.24
- بورتوريكو: 0.53
- البيض: 0.51
- الأمريكيون الأفارقة: 1.08
- الهنود الحمر: 1.24

## الثقافة والمجتمع
يظهر الكثير من تصوير وسائل الإعلام للرضع وجودهم في أماكن النوم غير الموصى بها.

## روابط خارجية
- SIDS على مشروع الدليل المفتوح
- "Sudden Unexpected Infant Death and Sudden Infant Death Syndrome". Data and Statistics. Center for Disease Control and Prevention. مؤرشف من الأصل في 2020-04-08. اطلع عليه بتاريخ 2017-03-26.